# Isola della Vacca
Isola della Vacca este o arie protejată (arie specială de conservare — SAC, sit de importanță comunitară — SCI, arie de protecție specială avifaunistică — SPA) din Italia întinsă pe o suprafață de 60 ha, din care 83 % marine.

## Localizare
Centrul sitului Isola della Vacca este situat la coordonatele 38°56′17″N 8°26′55″E / 38.938056°N 8.448611°E.

## Înființare
Situl Isola della Vacca a fost declarat sit de importanță comunitară în iunie 2002 pentru a proteja 6 specii de animale. Alte tipuri de protecție:
- arie de protecție specială avifaunistică (în iulie 2009)[3]
- arie specială de conservare (în aprilie 2017)[2][4][5]

## Biodiversitate
Situată în ecoregiunea mediteraneană, aria protejată conține 3 habitate naturale: Recifuri, Golfuri mici largi și golfuri puțin adânci, Straturi cu Posidonia (Posidonion oceanicae).
La baza desemnării sitului se află mai multe specii protejate de  păsări (6): Calonectris diomedea, Falco eleonorae, șoim călător (Falco peregrinus), Hydrobates pelagicus, Larus audouinii, Phalacrocorax aristotelis desmarestii
Pe lângă speciile protejate, pe teritoriul sitului au mai fost identificate 2 specii de plante, 6 specii de păsări, 4 specii de nevertebrate, 2 specii de reptile.